# Tomšičeva ulica, Maribor
Tomšičeva ulica poteka od mestnega parka do glavnega kolodvora v Mariboru. Na njej je kostanjev drevored, ki so ga zasadili v osemdesetih letih 19. stoletja. Predel ob drevoredu je tako imenovana vilska četrt, kajti tukaj so bile konec 19. in v začetku 20. stoletja zgrajene najlepše vile Mariborčanov. Tomšičeva ulica se imenuje po slovenskem novinarju Antonu Tomšiču (1842-1871).   
Na Tomšičevi ulici 4 v Mariboru je postavljena staromeščanska vila iz leta 1907.